# Valdemar III (roi de Danemark)
Pour les articles homonymes, voir Valdemar III.
Valdemar III de Danemark (1314-1364) est duc de Schleswig de 1325 à 1364 et roi de Danemark de 1326 à 1330.
Il est le fils du duc Éric II de Schleswig et de Adelaïde de Holstein. C'est un descendant du roi Abel de Danemark. Il règne depuis la mort de son père en 1325 sur le duché de Schleswig sous le nom de Valdemar V de Schleswig sous la régence de son oncle maternel et tuteur le comte Gérard III de Holstein le Grand. 
Ce dernier le fait élire roi de Danemark à l'âge de douze ans en 1326 à la destitution de Christophe II. Gérard III se fait immédiatement concéder en sa qualité de régent les droits royaux sur le Schleswig qu’il reçoit en fief héréditaire de la couronne danoise par la Capitulation du 7 juin 1326 dite Constitutio Valdemariana.
Pendant cette période, la réalité du pouvoir était bien entendu entre les mains du comte de Holstein Gérard III, Administrateur du Royaume, qui en profite pour accroître sa puissance en dépeçant le pays. Valdemar III est lui-même renversé en 1330 par Christophe II, appuyé par son demi-frère Jean III de Holstein, qui reprend le trône pendant que Valdemar récupère le Duché de Schleswig.
Le duc Valdemar V de Schleswig accepta contre compensations financières en 1340 l'élection comme roi de Valdemar IV de Danemark. L'accord fut matérialisé la même année par l'union de sa sœur Heilwig avec le nouveau souverain. 
De son union avec Richarde de Schwerin, morte en 1386, il ne laissa qu'un unique fils  Henri de Schleswig.

## Sources
- Lucien Musset, Les Peuples scandinaves au Moyen Âge, Paris, Presses universitaires de France, 1951, 342 p., in-8o (OCLC 3005644)
- (da) Dansk biografisk Lexikon :Valdemar (V) hertug af Sonder Jylland